# Gorzków (gmina)
Pour les articles homonymes, voir Gorzków.
Gorzków est une gmina rurale (gmina wiejska) de la powiat de Krasnystaw, dans la Voïvodie de Lublin, dans l'est de la Pologne.
Son siège administratif (chef-lieu) est le village de Gorzków, qui se situe environ 14 kilomètres au sud-ouest de Krasnystaw (siège du powiat) et 47 kilomètres au sud-est de la capitale régionale Lublin (capitale de la voïvodie).
La gmina couvre une superficie de 96,19 km2 pour une population de 4 055 habitants en 2006.

## Histoire
De 1975 à 1998, la gmina est attachée administrativement à l'ancienne Voïvodie de Zamość.

Depuis 1999, elle fait partie de la nouvelle voïvodie de Lublin.

## Géographie

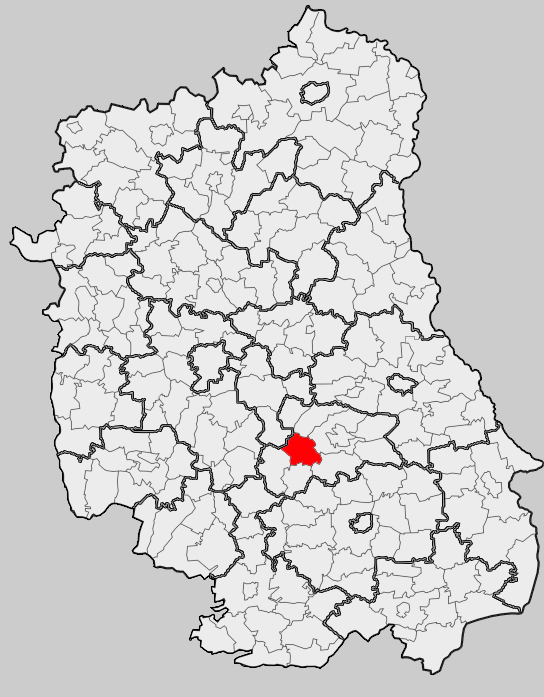
Position de la gmina dans la voïvodie

La gmina inclut les villages de:
- Antoniówka
- Baranica
- Bobrowe
- Bogusław
- Borów
- Borów-Kolonia
- Borsuk
- Chorupnik
- Czysta Dębina
- Czysta Dębina-Kolonia
- Felicjan
- Góry
- Gorzków
- Gorzków-Wieś
- Józefów
- Olesin
- Orchowiec
- Piaski Szlacheckie
- Widniówka
- Wielkopole
- Wielobycz
- Wiśniów
- Zamostek

### Gminy voisines
La gmina de Gorzków est voisine des gminy de:
- Izbica
- Krasnystaw
- Łopiennik Górny
- Rudnik
- Rybczewice
- Żółkiewka

## Structure du terrain
D'après les données de 2002, la superficie de la commune de Gorzków est de 96,19 kilomètres carrés, répartis comme telle :
- terres agricoles : 85%
- forêts : 10%

La commune représente 8,45% de la superficie du powiat.

## Démographie
Données du 30 juin 2004:
| Description        | Total  | Total | Femmes | Femmes | Hommes | Hommes |
| ------------------ | ------ | ----- | ------ | ------ | ------ | ------ |
| Unité              | Nombre | %     | Nombre | %      | Nombre | %      |
| Population         | 4 149  | 100   | 2 199  | 53     | 1 950  | 47     |
| Densité (hab./km²) | 43,1   | 43,1  | 22,9   | 22,9   | 20,3   | 20,3   |